# 造父变星型振子
造父变星型振子，1955年天文学家W.S。Krogdahl在天体物理学学报上发表《天体的搏动是一种极限环现象》。
Krogdahl用下列非线性常微分方程组模拟造父变星的半径随时间的变化：
{\displaystyle y'=b*(1-x(t)^{2})*y+a*(1-1.5*a)*y(t)^{2}-x(t)+2*a*x(t)-(7/6)*a^{2}*x(t)^{3}}
{\displaystyle x'=y(t)}
造父变星的半径变化用下式表达：
{\displaystyle r(t)=r_{0}*(c+x(t))^{1/3}}
此微分方程组无解析解，但可以用龙格－库塔法定性求得数值图解。

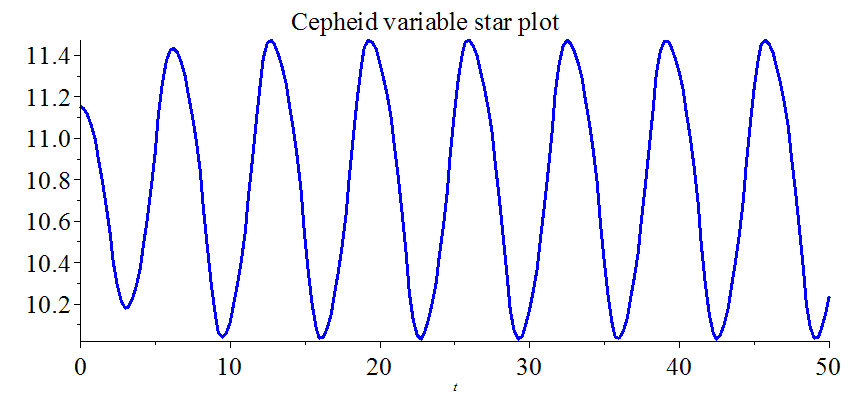
造父变星半径随时间之变化图

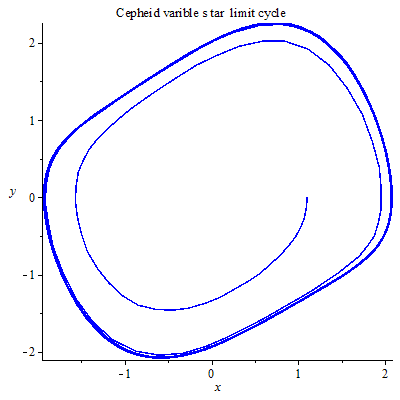
造父变星极限环

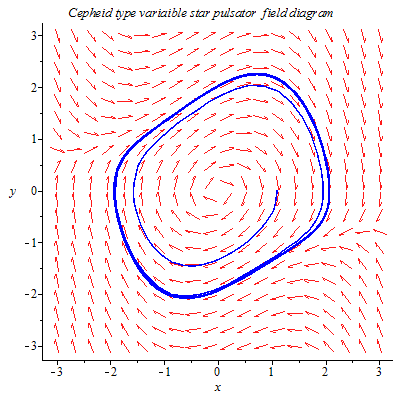
造父变星型振子相图

设参数params := a = .1*(1/3), b = .5，c=10；
初始条件：init:= x(0) = 1.1, y(0) = 0